# Cầu Hiền Lương
Cầu Hiền Lương bắc qua sông Bến Hải, tại thôn Hiền Lương, xã Hiền Thành, huyện Vĩnh Linh, tỉnh Quảng Trị, Việt Nam. Cũng tại nơi đây, đã từng diễn ra những cuộc "chọi loa", "chọi cờ" quyết liệt trong Chiến tranh Việt Nam. Thời kỳ đó, cầu Hiền Lương là cây cầu bắc qua sông Bến Hải nơi mà chính là vùng biên giới chia cắt Việt Nam thành hai miền dọc theo vĩ tuyến 17: Miền Bắc do nước Việt Nam Dân chủ Cộng hòa quản lý, miền Nam do phía Quốc gia Việt Nam và sau đó là nước Việt Nam Cộng hoà rồi nước Cộng hòa Miền Nam Việt Nam quản lý, trong suốt gần 22 năm, từ năm 1954 đến năm 1976.

## Lịch sử xây dựng
Trước khi chưa có cầu bắc qua sông Bến Hải, đoạn sông rộng chưa đầy 100m này chỉ có một bến phà. Cầu Hiền Lương đầu tiên được xây dựng năm 1928 do phủ Vĩnh Linh huy động nhân dân trong vùng đóng góp công sức. Cây cầu này được làm bằng gỗ, đóng cọc sắt, rộng 2m, trọng tải chỉ đủ cho người đi bộ. Năm 1931 cây cầu này được Liên bang Đông Dương sửa chữa lại nhưng xe cộ muốn qua sông thì vẫn phải đi bằng phà. Năm 1943 cầu được nâng cấp thêm một lần nữa, lúc này xe cơ giới loại nhỏ có thể qua được.
Đến năm 1950, do nhu cầu quân sự, Pháp đã cho xây lại cầu bằng bê tông cốt thép, dài 162m, rộng 3,6m, trọng tải 10 tấn. Cây cầu này tồn tại được hai năm thì bị du kích Việt Minh đặt bộc phá đánh sập để ngăn chặn sự tiến công của người Pháp. Tháng 5 năm 1952, Pháp xây lại một chiếc cầu mới gồm 7 nhịp, dài 178m, trụ bằng bê tông cốt thép, dầm cầu bằng thép, mặt lát bằng gỗ thông, rộng 4m, hai bên có thành chắn cao 1,2m, trọng tải cầu tối đa là 18 tấn.
| “                     | Cầu chia làm hai phần, mỗi bên dài 89m, sơn hai màu khác nhau. Bờ Bắc gồm 450 tấm ván mặt cầu, bờ Nam 444 tấm. | ” |
| — Nhà văn Nguyễn Tuân | |   |

Chiếc cầu này tồn tại được 15 năm (từ 1952 đến 1967) thì bị bom Mỹ đánh sập.
Từ 1972 đến 1974, để phục vụ chiến trường miền Nam, công binh Quân Giải phóng Miền Nam Việt Nam đã bắc chiếc cầu phao dã chiến cách cầu cũ 20m về phía thượng lưu. Đến năm 1974 chính quyền Việt Nam Dân chủ Cộng hòa đã cho xây dựng lại bằng bê tông cốt thép dài 186m, rộng 9m, có hành lang cho người đi bộ rộng 1,2m.
Sau ngày hòa bình lập lại, cầu cũ ngày càng xuống cấp nghiêm trọng. Năm 1996, Bộ Giao thông Vận tải đã cho xây chiếc cầu mới dài 230m, rộng 11,5m, bên cạnh cầu cũ hướng về phía thượng lưu. Cầu mới được thi công bằng công nghệ đúc đẩy – một phương pháp hiện đại nhất lần đầu tiên được áp dụng tại Việt Nam. Năm 2001 chiếc cầu sắt năm 1952 – một chứng tích lịch sử của sự chia cắt đất nước được phục chế lại nguyên bản theo thiết kế của chiếc cầu cũ bị bom Mỹ đánh sập năm 1967.
Ngày 18 tháng 5 năm 2003, tỉnh Quảng Trị đã tổ chức khánh thành công trình phục chế cầu Hiền Lương bắc qua sông Bến Hải, được khởi công tháng 4, 2002 với tổng số tiền đầu tư 6,5 tỷ đồng, cầu phục chế dài 182,97m gồm 7 nhịp, mặt lát gỗ lim.

## Lịch sử chia cắt Việt Nam
Năm 1954, sau khi để thua trận quyết chiến chiến lược Điện Biên Phủ, Pháp đồng ý trao trả độc lập cho Việt Nam theo Hiệp định Genève. Sông Bến Hải ở vĩ tuyến 17 được chọn làm ranh giới chia Việt Nam thành hai vùng tập kết quân sự: Quân đội Việt Nam Dân chủ Cộng hòa rút về miền Bắc, quân đội Liên hiệp Pháp rút về miền Nam. Thoạt tiên việc chia thành hai vùng quân sự này không có ý nghĩa về lãnh thổ hay chính trị, và chỉ có giá trị trong vòng hai năm, từ năm 1954 đến năm 1956 rồi sau đó sẽ tổ chức cuộc tổng tuyển cử để hoàn toàn thống nhất đất nước. Sau khi thiết lập ranh giới phi quân sự, theo hiệp định, quân đội Việt Minh từ miền Nam phải tập kết ra Bắc, quân đội Pháp từ miền Bắc phải tập kết vào Nam. Giữa hai quân đội là "Vùng phi quân sự" tính từ 5 ki-lô-mét từ mỗi bên Sông Bến Hải được sử dụng làm "vùng đệm" nhằm tránh sự xung đột (hoạt động thù địch) có thể xảy ra giữa hai quân đội.
Nhưng năm 1956, Ngô Đình Diệm, tổng thống Việt Nam Cộng hòa, từ chối không tham gia cuộc tổng tuyển cử cho nên sông Bến Hải tiếp tục chia cắt đất nước và làm ly tán nhiều gia đình ở hai miền Việt Nam. Ngày nay, ở bờ Nam sông Bến Hải có một tượng đài với tên gọi: "Khát vọng thống nhất non sông". Tượng đài có hình dáng của một thiếu phụ đang đứng ở bờ Nam sông Bến Hải nhìn về phía Bắc để tưởng nhớ những ngày tháng đau thương khi họ không thể vượt sông để gặp chồng và người thân. Tuy nhiên trong thời gian chia cắt vẫn có những vụ trao đổi nhân sự giữa hai miền như vào ngày 19 tháng 3 năm 1965 một nhóm người hoạt động cho Mặt trận Dân tộc Giải phóng miền Nam Việt Nam như Tôn Thất Dương Kỵ và Phạm Văn Huyến bị Việt Nam Cộng hòa tống xuất ra miền Bắc qua cầu Hiền Lương.

## "Cuộc chiến màu sắc"
Trong sự mâu thuẫn chính trị giữa hai bên, cây cầu Hiền Lương và dòng sông Bến Hải bị cuốn vào cuộc tranh chấp vì đây là nơi giáp mặt của hai chính quyền đối lập. Ở đoạn giữa cầu có một vạch trắng kẻ ngang, rộng 1cm được dùng làm ranh giới. Thoạt đầu Việt Nam Cộng hòa chủ động sơn một nửa cầu phía nam thành màu xanh, Việt Nam Dân chủ Cộng hòa liền sơn tiếp màu xanh một nửa cầu còn lại. Sau Việt Nam Cộng hòa lại chuyển sang màu nâu thì Việt Nam Dân chủ Cộng hòa cũng sơn lại màu nâu. Cứ như thế, cầu Hiền Lương luôn thay đổi màu sắc, hễ Việt Nam Cộng hòa sơn một màu khác đi để tạo ra hai màu đối lập thì ngay lập tức Việt Nam Dân chủ Cộng hòa liền sơn lại cho giống. Cuối cùng vào năm 1975, cây cầu có chung một màu xanh thống nhất.

## "Cuộc chiến âm thanh"[8]

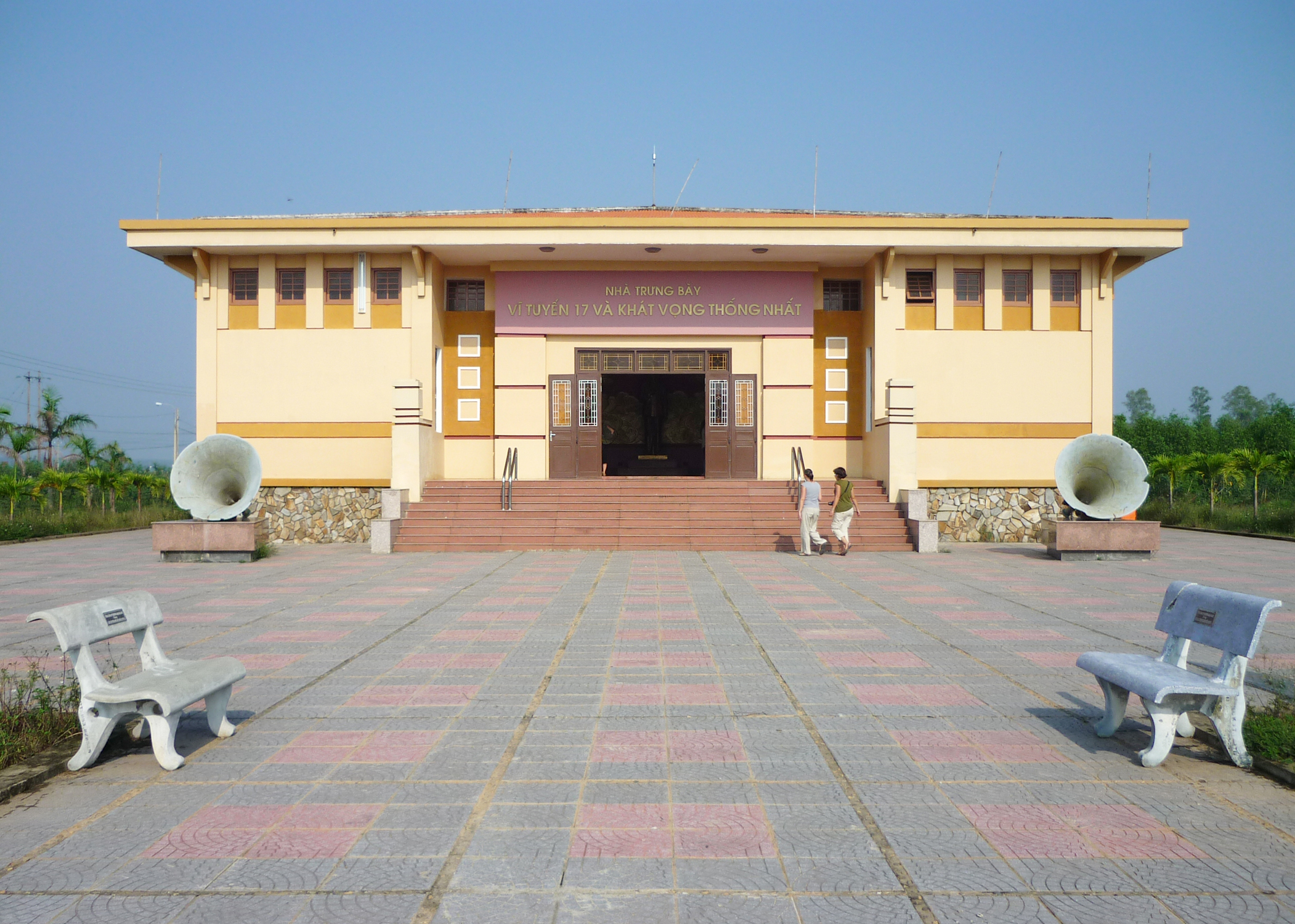
2 loa công suất 500W có đường kính rộng 1,7m tại Nhà trưng bày Vĩ tuyến 17

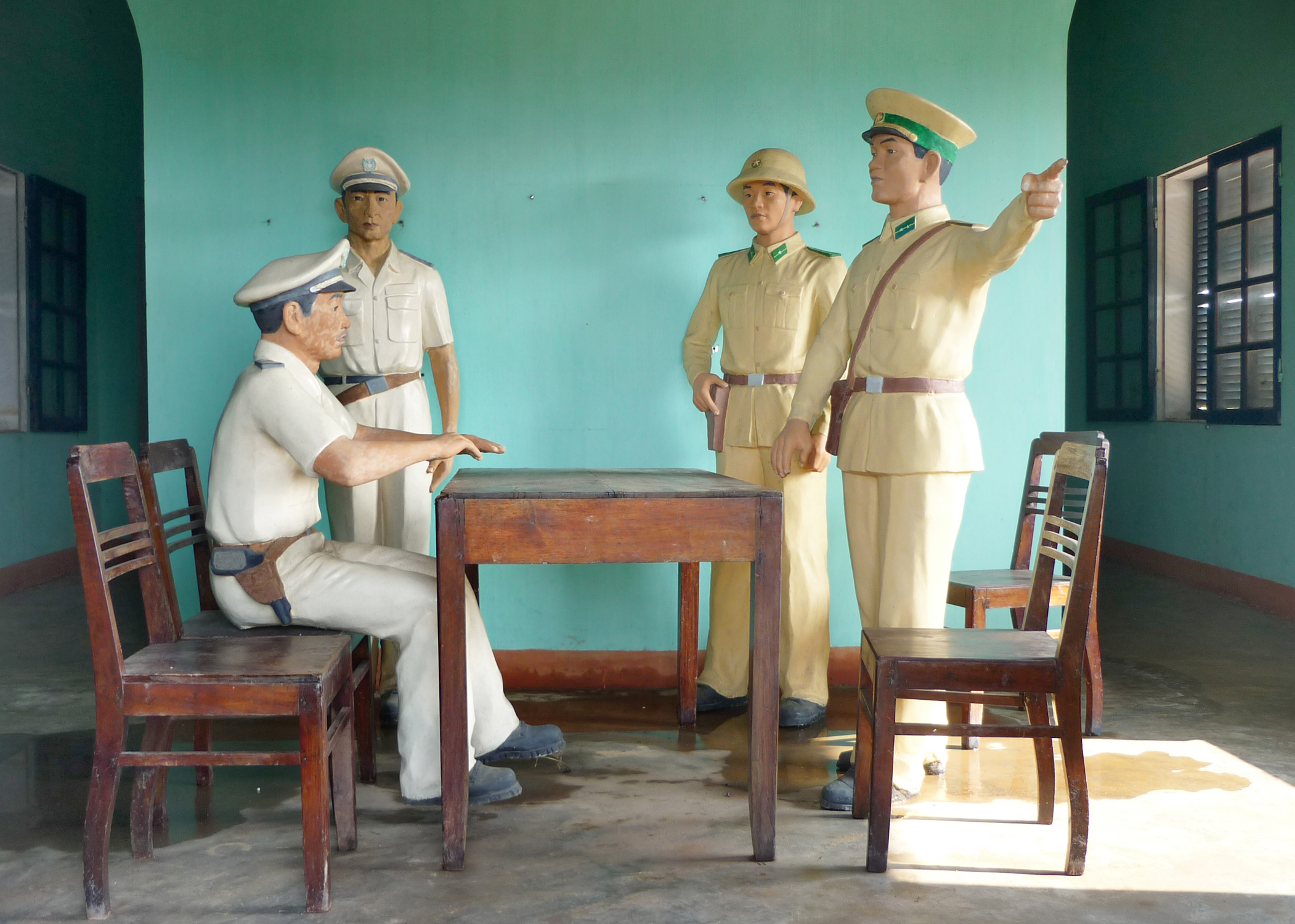
Đồn công an giới tuyến

Những năm 1954-1964 là giai đoạn không còn tiếng súng ở đôi bờ giới tuyến, song cuộc chiến bằng tiếng nói đã diễn ra ở đây rất căng thẳng và quyết liệt giữa hai phe đối lập.
Lúc đầu, Việt Nam Dân chủ Cộng hòa cho xây dựng một hệ thống loa phóng thanh được phân bố thành 5 cụm trong chiều dài 1.500m ở bờ Bắc, mỗi cụm gồm 24 loa có công suất 25W.
Sau những ngày phát sóng đầu tiên, hệ thống loa phóng thanh này không thể át được các loa do Tây Đức, Úc cung cấp phát với âm thanh lớn hơn của chính quyền Việt Nam Cộng hoà. Chính quyền Việt Nam Dân chủ Cộng hòa trả đũa bằng cách tăng thêm 8 loa có công suất 50W và 1 loa có công suất 250W được viện trợ từ Liên Xô. Ngược lại chính quyền Việt Nam Cộng hòa được Mỹ viện trợ cho những loại loa tối tân hơn, vang xa hàng chục cây số.
Vào đầu năm 1960, một giàn loa của Mỹ với công suất của mỗi loa lên tới hàng trăm oát được chuyển đến và đặt tại bờ Nam sông Bến Hải. Lúc bấy giờ chính quyền Việt Nam Cộng hoà tuyên bố: "Hệ thống loa "nói vỡ kính" này sẽ vang tận Quảng Bình, dân bờ Bắc sẽ nghe rõ tiếng nói của "chánh nghĩa Quốc gia"!" Không chịu thua, lúc bấy giờ chính quyền Việt Nam Dân chủ Cộng hòa đã lắp đặt chiếc loa có công suất 500W với đường kính rộng đến 1,7m và bổ sung thêm 20 loa loại 50W, 4 loa loại 250W của Liên Xô tại chiến tuyến Bến Hải. Khi thuận gió, tiếng loa có thể truyền xa hơn 10km.
Để có đủ điện cho hệ thống loa có tổng công suất 7.000W này hoạt động, Việt Nam Dân chủ Cộng hòa đã phải xây dựng một đường dây cao thế 6KVA dài gần 10km, kéo dài từ thôn Tiên An, Vĩnh Sơn đến thôn Tùng Luật, Vĩnh Giang. Ngoài ra, còn có một trạm cao tần đặt tại Liêm Công Phường cách cầu Hiền Lương 2,5km về phía bắc để tăng âm cho hệ thống loa.
Cuộc "đấu khẩu" giữa hai phía qua hệ thống loa là những lời tuyên truyền chính trị chỉ trích đối phương, thường là những tin không có lợi hoặc có thể trái ngược với thực trạng. Mỗi ngày buổi phát thanh kéo dài 14-15 tiếng đồng hồ, có khi phát vào lúc 1 - 2 giờ sáng, mở hết công suất làm người dân cả hai bờ đều nghe thấy.
Vào giai đoạn 1954 - 1964, ở đôi bờ Bến Hải vang vọng trong ký ức của một giọng ca ngọt ngào, truyền cảm của nghệ sĩ Châu Loan của Việt Nam Dân chủ Cộng hòa với những bài thơ, bài hò do nghệ sĩ thể hiện rất biểu cảm:
"Chim xa rừng còn thương cây nhớ cội
Thiếp xa chàng ngày đợi đêm trông
Trong đồn chàng có nhớ thiếp không?
Ngoài này thiếp vẫn chờ mong chàng về"

## Cuộc "chọi cờ"

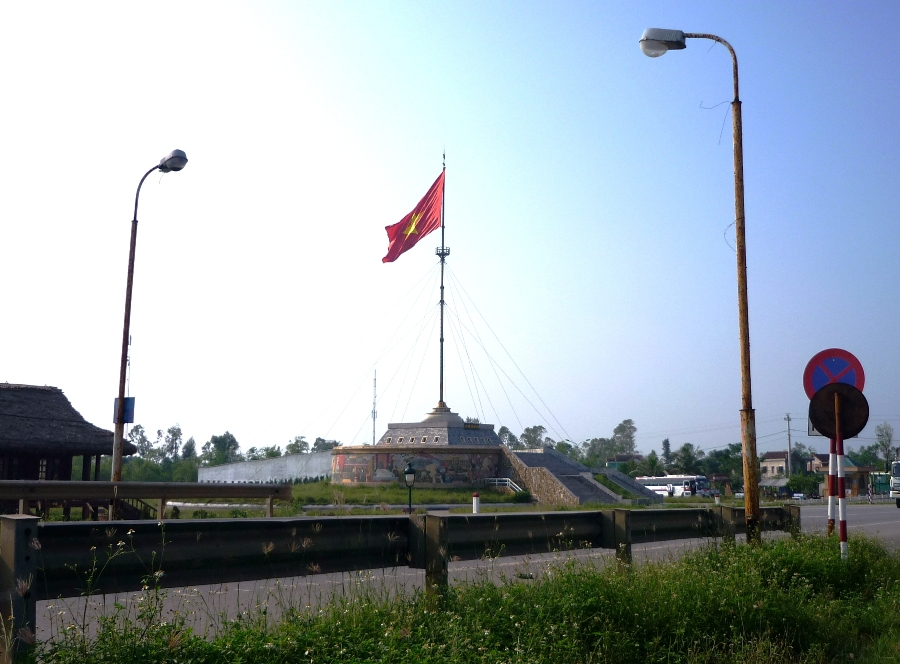
Cột cờ giới tuyến ở bờ Bắc (hiện tại)

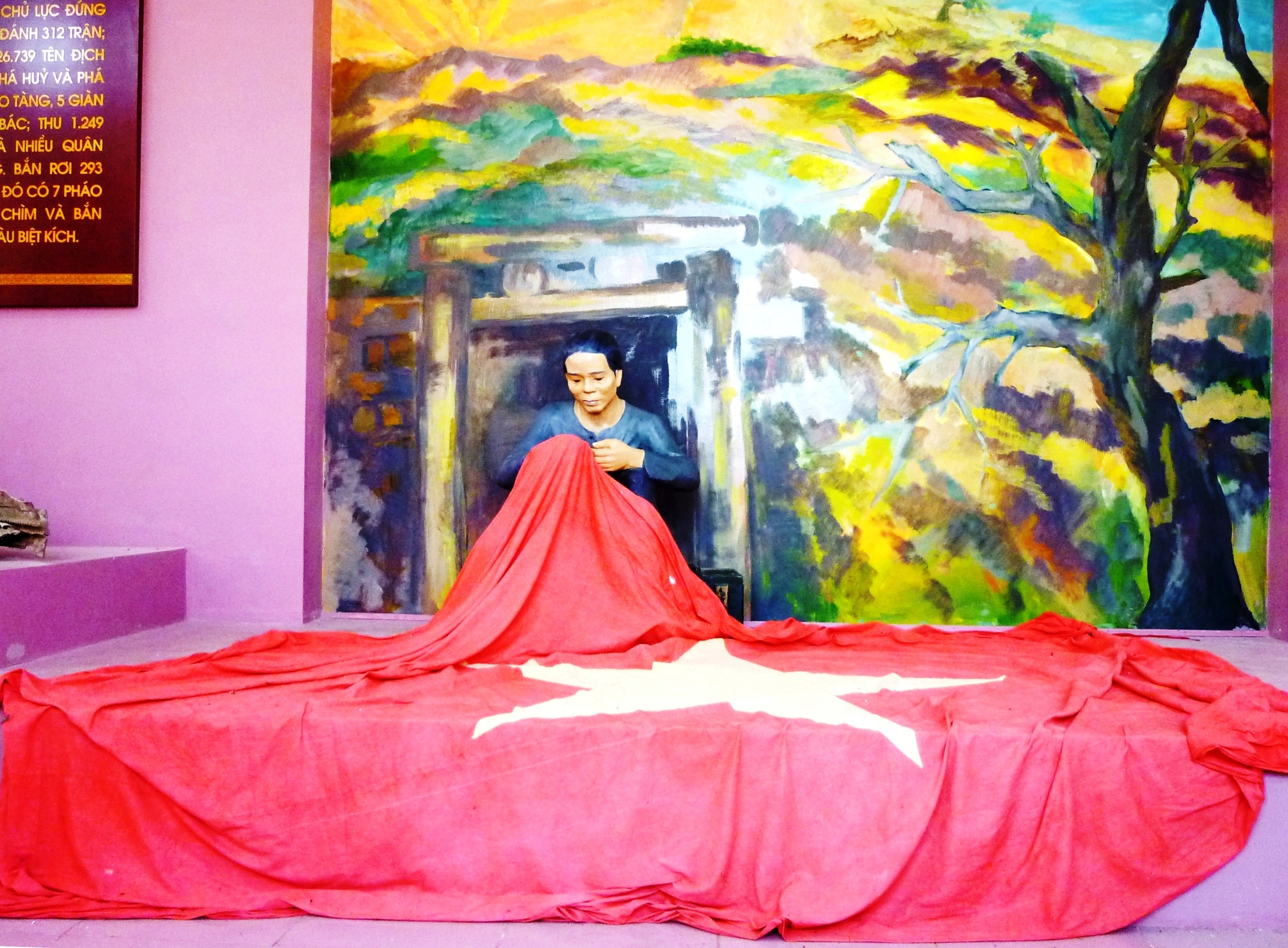
Người vá cờ Hiền Lương

Theo quy định của hiệp định Genève, tất cả các đồn cảnh sát giới tuyến phải treo cờ hàng ngày. Treo cờ là chuyện bình thường, song "chọi cờ" mới là chuyện "quốc gia đại sự" đã từng xảy ra ở hai cột cờ ở hai đầu cầu Hiền Lương và kéo dài hàng chục năm.
Lúc đầu, vào năm 1954 - 1956, chính quyền Việt Nam Dân chủ Cộng hòa cho làm một cột cờ bằng cây phi lao cao 12m để treo một lá cờ có khổ 3,2m x 4,8m. Ở bờ Nam, Pháp cắm cờ tam tài lên nốc lô cốt Xuân Hoà ở bờ Nam cao 15m. Theo yêu cầu của nhân dân giới tuyến, cờ của chính quyền Việt Nam Dân chủ Cộng hòa phải cao hơn cờ Việt Nam Cộng hòa nên những người lính của chính quyền Việt Nam Dân chủ Cộng hòa đã vào rừng sâu để tìm bằng được một cây gỗ cao 18m, cao hơn cột cờ của Pháp 3m và treo một lá cờ bằng vải sa tanh rộng 24m.
Ngay sau đó, Ngô Đình Diệm đã cho dựng một trụ cờ bằng xi măng cốt thép cao 30m tại bờ Nam. Trên đỉnh treo một lá cờ Việt Nam Cộng hòa lớn, có hệ thống đèn huỳnh quang nhấp nháy đủ màu. Khi dựng cờ xong, họ cho loa chiến tranh tâm lý hướng sang bờ Bắc tuyên truyền: "Tổng thống Việt Nam Cộng hoà cho dựng cột cờ cao 30m ở Vĩ tuyến 17 để dân chúng miền Bắc thấy rõ chánh nghĩa Quốc gia".
Tháng 7 – 1957, Tổng Công ty lắp máy Việt Nam đã gia công một cột cờ bằng thép ống cao 34,5m tại Hà Nội rồi vận chuyển vào giới tuyến. Trên đỉnh cột cờ gắn một ngôi sao bằng đồng có đường kính 1,2m, 5 đỉnh ngôi sao gắn một chùm bóng điện loại 500W, lá cờ rộng 108m2.
Chính quyền Việt Nam Cộng hòa trước sự kiện này xây tiếp cột cờ của họ lên thành 35m và cất loa: "Việt Nam Dân chủ Cộng hòa muốn chọi cờ nhưng chọi sao nổi với Quốc gia".
Năm 1962, thêm một lần nữa, Tổng Công ty lắp máy Việt Nam gia công một cột cờ cao 38,6m rồi chuyển vào dựng ở Hiền Lương, kéo lên lá cờ đại 134m2, nặng 15kg, cách đỉnh 10m có một cabin để lính Việt Nam Dân chủ Cộng hòa đứng treo và thu cờ. Cột cờ này được xem là cột cờ cao nhất giới tuyến. Hàng ngày, lính Việt Nam Dân chủ Cộng hòa kéo cờ lên sớm hơn và hạ cờ xuống muộn hơn giờ quy định (6h30' đến 18h30') để cho những người đi làm sớm, về muộn cũng nhìn thấy được.
Theo ước tính, từ ngày 19 tháng 5 năm 1956 đến ngày 28 tháng 10 năm 1967, những người lính an ninh miền Bắc giới tuyến đã treo hết 267 lá cờ cỡ lớn. Sau khi cột cờ bị bom Mỹ đánh gãy vào năm 1967, Việt Nam Dân chủ Cộng hòa đã thêm 11 lần dựng cờ bằng gỗ cao 12 - 18m, 42 lần lá cờ bị bom phá hỏng.
Ngày 8 tháng 2 năm 1965, tướng không quân của chính quyền Việt Nam Cộng hòa Nguyễn Cao Kỳ đã lái chiếc máy bay AD6 bắn phá cột cờ, nhưng pháo cao xạ của Việt Nam Dân chủ Cộng hòa bắn trả bị thương.
Mặc dù Việt Nam Cộng hòa huy động hàng trăm chiếc máy bay ném bom và hàng vạn đạn pháo cỡ lớn từ Dốc Miếu, Cồn Tiên bắn ra, từ Hạm đội 7 ngoài biển bắn vào, nhưng vẫn không thể làm sập được cột cờ ở bờ bắc sông Bến Hải. Đến ngày 2 tháng 8 năm 1967, họ lại tập trung nhiều tốp máy bay thay nhau đánh phá liên tục suốt ngày làm cho cột cờ của Việt Nam Dân chủ Cộng hòa bị gãy và đánh sập cầu Hiền Lương. Tối hôm đó, loa của Việt Nam Cộng hòa loan rằng: "Cột cờ của Bắc Việt trên đầu cầu Hiền Lương đã bị không lực Hoa Kỳ đánh tan tành tro bụi". Nhưng ngay đêm hôm đó, một cột cờ mới được dựng lên. Sáng hôm sau, trong lúc loa Việt Nam Cộng hòa đang đọc bản tin thì lá cờ của Việt Nam Dân chủ Cộng hòa tiếp tục xuất hiện.

## Cụm di tích
Cũng bình thường như bao mảnh đất khác ở khắp miền đất nước, song đến khi hai miền bị chia cắt trong cuộc chiến (1954 - 1975) thì dòng sông Bến Hải và mảnh đất đôi bờ trở nên nổi tiếng. Đôi bờ Hiền Lương đã trở thành "nhân chứng lịch sử" trên 20 năm mang trên mình nỗi đau chia cắt đất nước. Cụm di tích gồm tại đôi bờ Hiền Lương: cầu Hiền Lương, sông Bến Hải, cột cờ ở bờ Bắc, nhà Liên hợp, Đồn công an giới tuyến, giàn loa phóng thanh, cụm tượng đài "Khát vọng thống nhất" ở bờ Nam, Nhà Bảo tàng Vĩ tuyến 17...

### Đồn Công an
Theo hiệp định Genève, dọc hai bên bờ sông giới tuyến quân sự tạm thời có 4 đồn cảnh sát đóng ở các nơi: Hiền Lương, Cửa Tùng (bờ Bắc), Xuân Hòa và Cát Sơn (bờ Nam).
Đồn công an Hiền Lương nằm cạnh cầu phía Bắc gồm 3 khu nhà: A, B, C tạo thành chữ V. Nhà A được xây dựng từ năm 1955. Đây là nơi đặt trụ sở chỉ huy của công an bờ bắc. Mỗi nhà được dùng cho một mục đích khác nhau. Nhà B là nơi để ở và sinh hoạt của các chiến sĩ công an giới tuyến. Nhà C là nơi làm kho hậu cần. Đồn Hiền Lương có 2 tiểu đội (16 người) thuộc lực lượng công an vũ trang. Đây cũng là nơi để tiếp các đoàn khách quốc tế và khách trong nước...
Đồn công an Cửa Tùng đóng ở bãi biển thị trấn Cửa Tùng có nhiệm vụ kiểm soát ngư dân của hai bờ ra vào Cửa Tùng. Đồn có 16 người thuộc lực lượng công an vũ trang. Đồn Cát Sơn đóng ở làng Cát Sơn (bờ Nam), có 16 người thuộc lực lượng của cảnh sát Việt Nam Cộng hòa làm nhiệm vụ kiểm soát ngư dân 2 bờ ra vào. Đồn Xuân Hòa (bờ Nam) do cảnh sát Việt Nam Cộng hòa đóng. Đồn này tận dụng lại bốt cũ của Pháp xây năm 1954.
Đến năm 1965, khi Mỹ mở rộng chiến tranh ra Việt Nam Dân chủ Cộng hòa thì hệ thống đồn bốt dọc 2 bờ sông Bến Hải tan rã...
Các đồn công an giới tuyến bên bờ bắc sông trong suốt 12 năm (1954 - 1965) là nơi Việt Nam Dân chủ Cộng hòa dùng để cáo buộc việc vi phạm Hiệp định của Mỹ - Việt Nam Cộng hòa với Ủy hội Quốc tế đình chiến cùng đấu tranh với Việt Nam Cộng hòa về quy chế khu phi quân sự.
Một sự kiện được nhắc đến là vào năm 1963, tướng Nguyễn Chánh Thi của Quân lực Việt Nam Cộng hòa ra thăm cầu Hiền Lương. Nhà chức trách Việt Nam Dân chủ Cộng hòa khiếu nại là sự hiện diện của tướng Thi vi phạm Hiệp định Genève vì đây là vùng phi quân sự. Bên Việt Nam Cộng hòa phải giải thích là tướng Thi là đại biểu khu 11 chiến thuật, một chức vụ hành chánh chứ không ra với tư cách quân sự nên Ủy hội Quốc tế phải chấp nhận.

## Điện ảnh
- Vĩ tuyến 17 ngày và đêm

## Âm nhạc
- "Câu hò bên bờ Hiền Lương"
- "Chuyến đò vỹ tuyến"

## Cầu Hiền Lương 2
Do nằm trên quốc lộ 1 nên hầu như ngày nào cũng có du khách đến tham quan khu di tích này, nguy cơ gây ùn tắc giao thông, nhất là vào những dịp lễ, tết. Vì vậy, ngày 12/10/2012, Bộ Giao thông vận tải đã cho xây dựng tuyến quốc lộ 1 mới, tránh đi qua khu di tích Hiền Lương. Công trình do Tổng Công ty Xây dựng Đường thủy thi công trong thời gian 18 tháng, với tổng mức đầu tư 65 tỷ đồng, trong đó kinh phí xây dựng gần 49 tỷ đồng, bồi thường giải tỏa gần 2 tỷ đồng.
Tuyến đường mới này có cầu vượt qua sông Bến Hải nằm cách cầu Hiền Lương khoảng 2 km về phía thượng lưu mang tên là cầu Hiền Lương 2. Cầu Hiền Lương 2 được thiết kế xây dựng với kết cấu dầm bản bê tông chịu lực. Cầu có 5 nhịp, mỗi nhịp dài 20m, phần đường xe chạy trên cầu rộng 10m, lề bộ hành mỗi bên rộng 3m, đường dẫn 2 phía cầu dài gần 160m.

## Hình ảnh

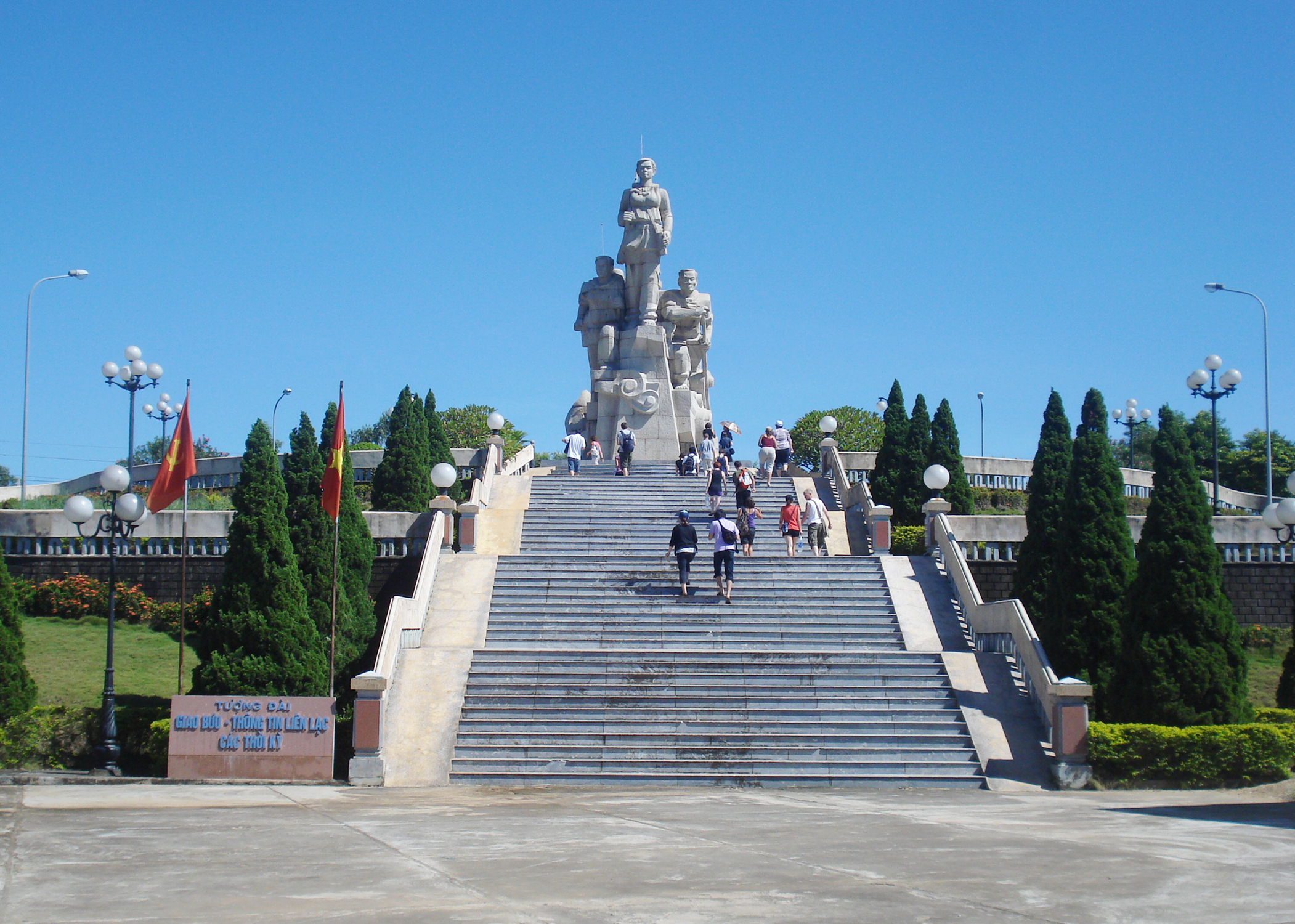
Tượng đài Giao bưu (ở bờ Nam)
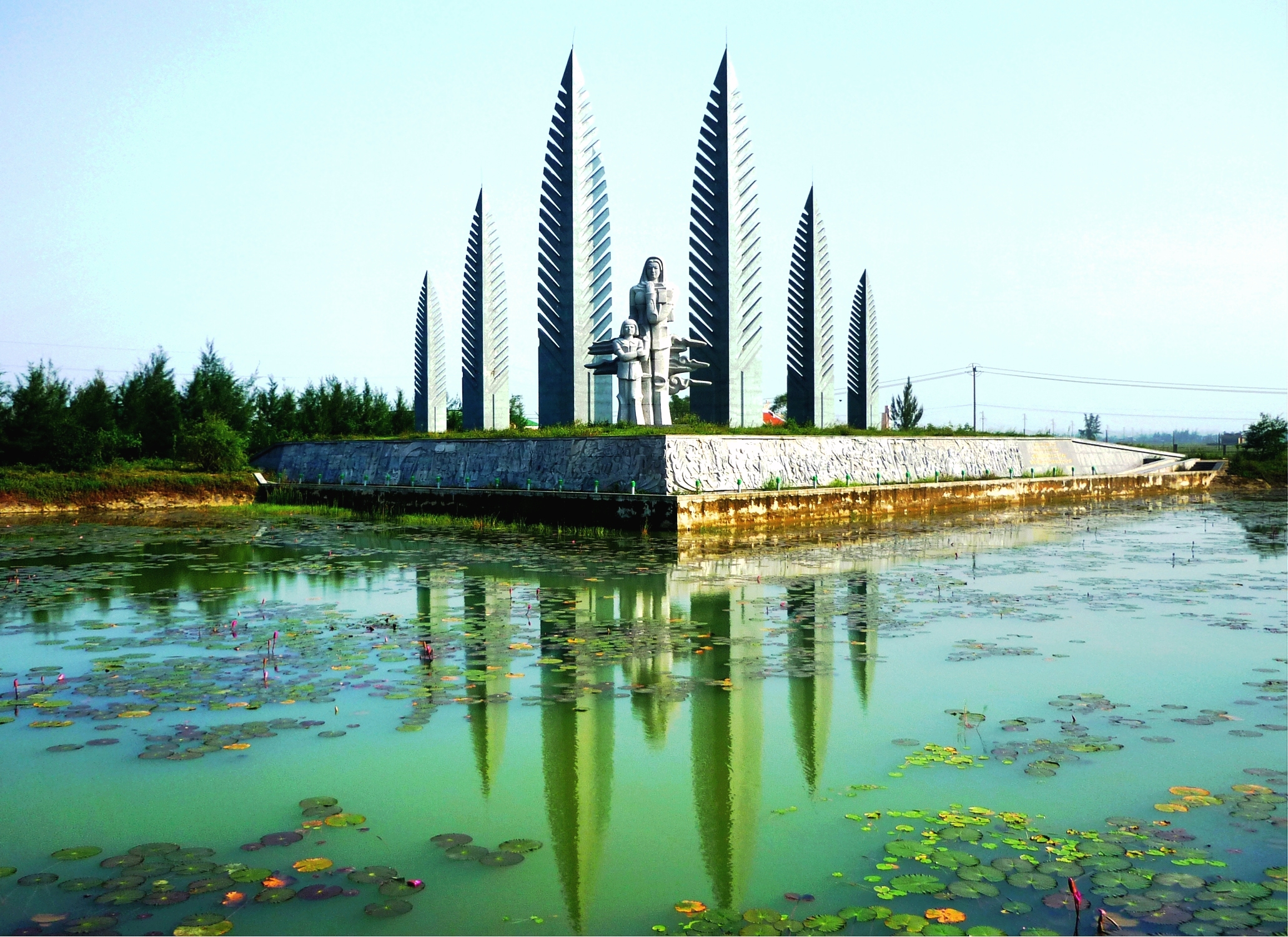
Tượng đài "Khát vọng thống nhất" (ở bờ Nam)